# Isola di Ré
L'isola di Ré è un'isola francese situata nell'oceano Atlantico, di fronte a La Rochelle. È una famosa località turistica francese.

## Geografia fisica
Situata nella zona ovest della Francia, l'isola è lunga 30 km, la larghezza varia tra i 7 m e i 5 km, è collegata con la città di La Rochelle tramite un ponte autostradale a pagamento lungo 3 km. L'estensione complessiva è di circa 85,2 km².

## Storia
Originariamente l'isola di Ré era un arcipelago formato da tre piccole isole.
Nel 1627 l'isola subì l'attacco inglese da parte di George Villiers, primo duca di Buckingham. Dopo tre mesi di scontri senza successo il duca fu costretto a ritirarsi. Nel 1661 ne divenne governatore Filippo Giuliano Mancini, duca di Nevers. Nel 1681 venne costruito il porto principale dell'isola, Saint-Martin-de-Ré.
Nel 1940, durante la seconda guerra mondiale, l'isola venne occupata dalle truppe tedesche che, sulle spiagge, costruirono diversi bunker per prevenire eventuali attacchi via mare.

## Cultura

### Cinema
Nel 1961 vi vennero girate alcune scene del film Il giorno più lungo.

## Amministrazione
L'isola fa parte del dipartimento di Charente Marittima, nella regione Nuova Aquitania, in Francia. È divisa in due cantoni e dieci comuni. La popolazione è costituita da 17 640 abitanti (chiamati rétais), dato da decuplicare durante il periodo estivo.

### Comuni

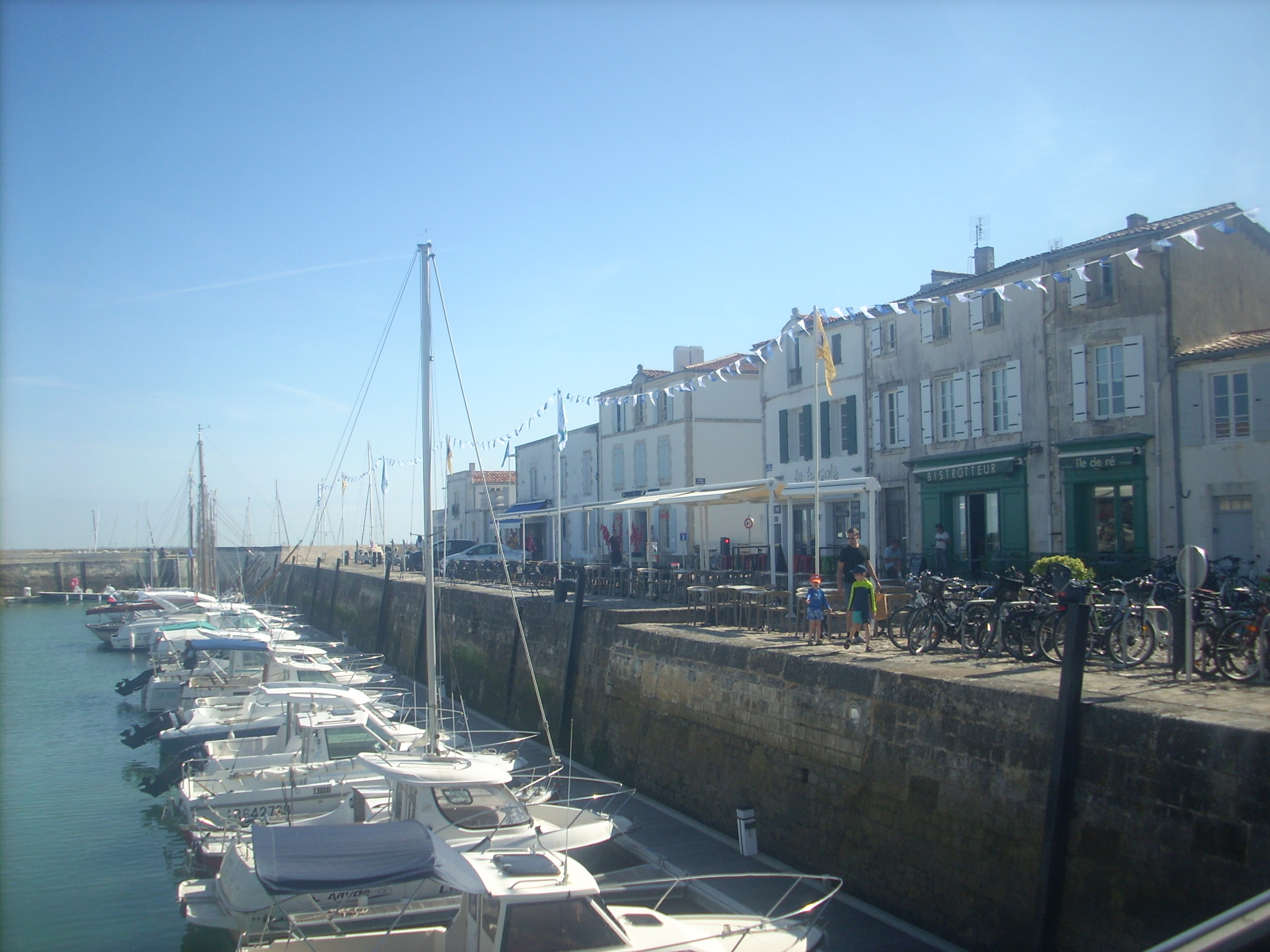
Un angolo del porto di Saint-Martin-de-Ré

I comuni compresi nell'isola di Ré sono:
- Ars-en-Ré
- La Couarde-sur-Mer
- La Flotte
- Le Bois-Plage-en-Ré
- Les Portes-en-Ré
- Loix
- Rivedoux-Plage
- Saint-Clément-des-Baleines
- Sainte-Marie-de-Ré
- Saint-Martin-de-Ré